# Creu de terme del carrer Major (Senan)
La Creu de terme del carrer Major és una creu de terme gòtica de Senan (Conca de Barberà) situada a les escales de l'església de Santa Maria de Senan. Està protegida com a Bé Cultural d'Interès Local.

## Descripció
Creu de terme de base quadrada amb transformació superior octogonal i als angles quatre caps de gos. El fust és octogonal compost per cinc fragments. El capitell amb nínxols coronats amb cresteria; alguns d'ells no conserven la figuració i en altres no s'hi aprecien. La creu, molt més recent, és de dos plans amb motius flor-de-lisats estilitzats. En la base s'hi aprecia gravada la inscripció "SANTA MISSIÓ 1949".

## Història
Originàriament, la creu estava col·locada al final del raval de la Creu (d'aquí el seu nom), junt a l'antic camí de l'Espluga de Francolí als Omells. El 1936 va quedar força malmesa, fins al punt que la creu superior que la rematava no es va poder recuperar i va ser substituïda per l'actual creu de ferro. Posteriorment, en una data desconeguda però posterior al 1949, fou traslladada a la seva ubicació actual.